# Euphorbia enopla
Euphorbia enopla es una especie fanerógama perteneciente a la familia de las euforbiáceas. Es endémica de Sudáfrica.

## Descripción
Es una especie columnar suculenta espinosa en forma de candelabro que alcanza los 90 cm de altura. Fuertemente ramificada desde la base es un arbusto dioico,  cubierto con  espinas largas y rojas. Los tallos son cilíndricos, rectos o curvos, gruesos como un dedo, una anchura de 3 cm y 20-30 cm de largo, la ramificación desde la base, y preferiblemente en el centro, de color gris-verde o azul-verde. Las costillas en  número de 6-7 (8), con profundos valles entre ellas, son de color verde grisáceo, cubierto de pequeñas protuberancias. Las hojas son pequeñas. Las inflorescencias masculinas por separado en el pedúnculo, de 8-25 mm de largo, más cortas que la femenina, con 4-6 pequeñas brácteas, de 5 mm de diámetro, de color rojo oscuro.

## Taxonomía
Euphorbia enopla fue descrita por Pierre Edmond Boissier y publicado en Centuria Euphorbiarum 27. 1860.
Etimología
Euphorbia: nombre genérico que deriva del médico griego del rey Juba II de Mauritania (52 a 50 a. C. - 23), Euphorbus, en su honor – o en alusión a su gran vientre –  ya que usaba médicamente Euphorbia resinifera. En 1753 Carlos Linneo asignó el nombre a todo el género.
enopla: epíteto
Sinonimia
- Euphorbia enopla var. viridis A.C.White, R.A.Dyer & B.Sloane[5][6]

## Galería

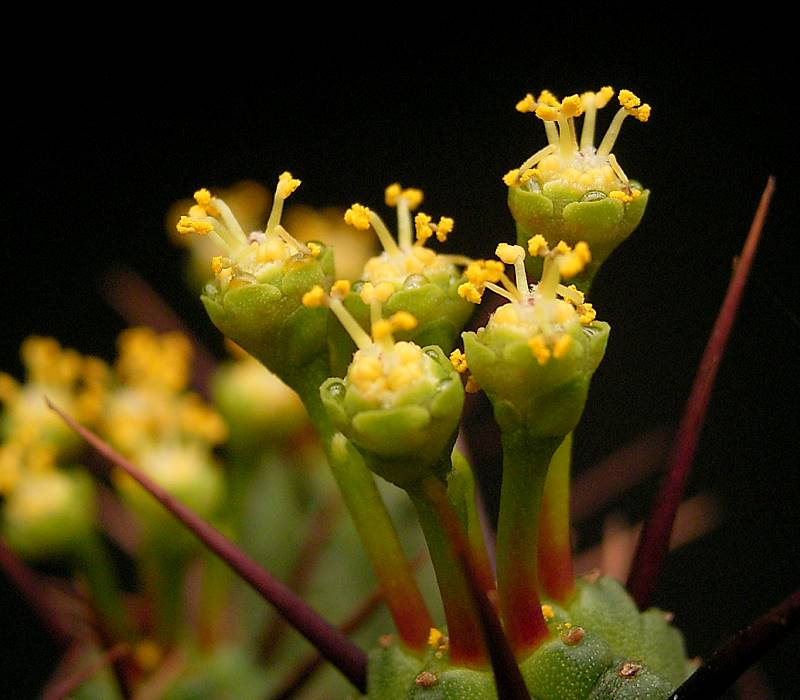
Ciatio masculino
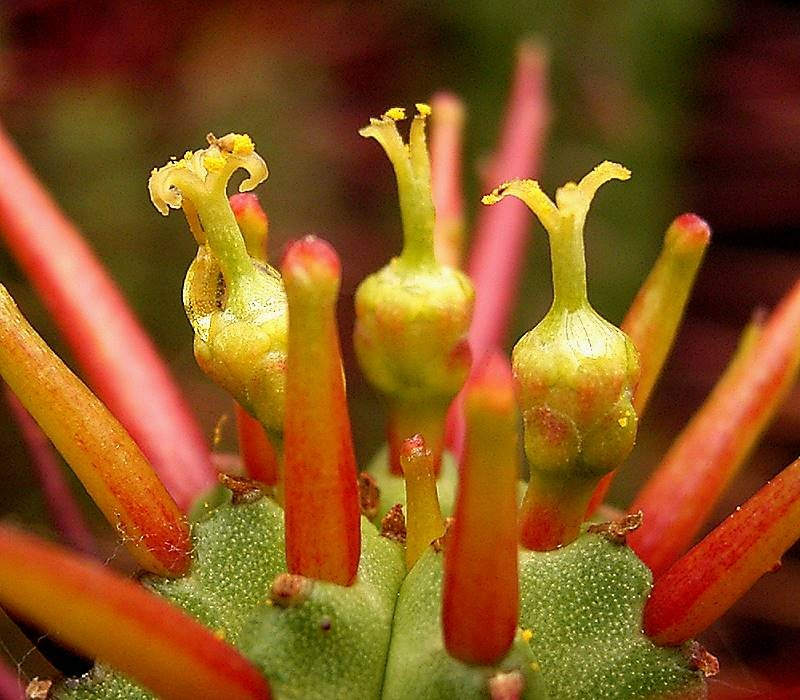
Ciatio femenino
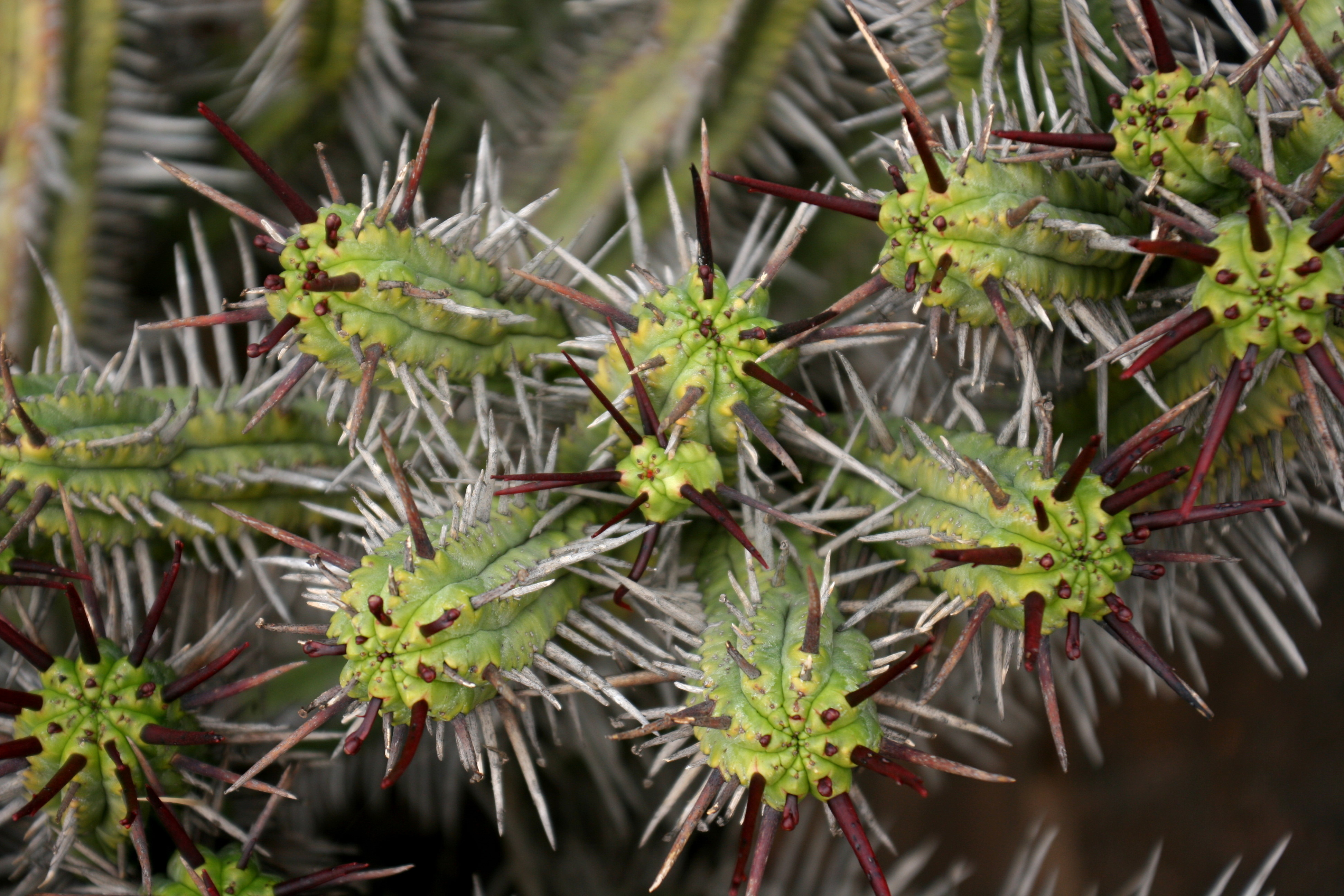
Detalle de las espinas